# ラトナ (小惑星)
ラトナ (639 Latona) は小惑星帯に位置する小惑星である。ハイデルベルクでK・ローネルトによって発見された。
アポローンとアルテミスの母親にあたるローマ神話の女神ラートーナ（ギリシア神話のレートー）にちなんで命名された。
語源が同じで異なる名前の小惑星にレトがある。
2004年12月に静岡県で掩蔽が観測された。